# Maria Vicol

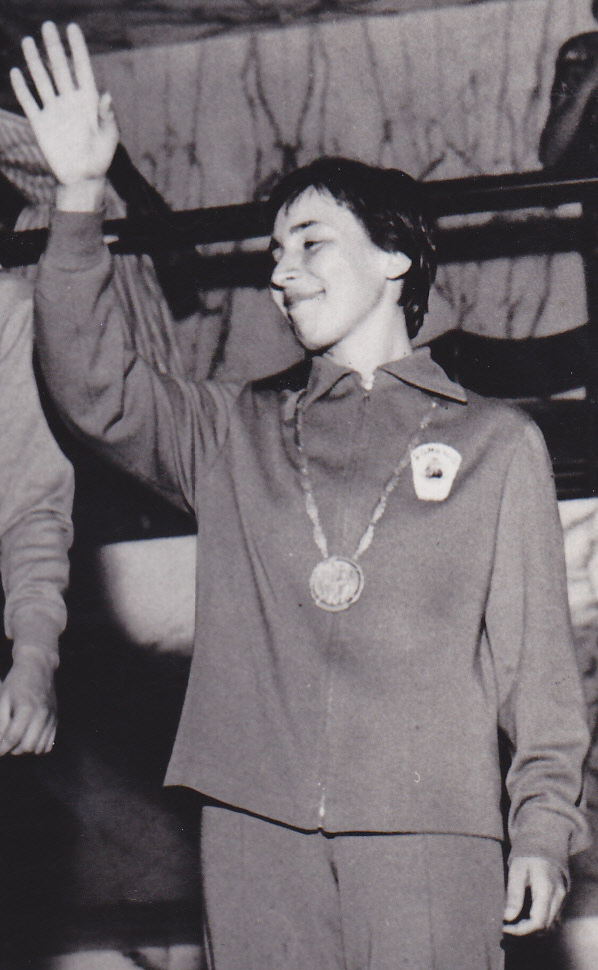
Maria Vicol, 1960 in Rom

Maria Vicol, geborene Maria Tăitiș, (* 17. Oktober 1935 in Bukarest; † 13. März 2015) war eine rumänische Florettfechterin.
1956 gewann Maria Vicol mit der Silbermedaille bei den Juniorenweltmeisterschaften als erste rumänische Fechterin eine Medaille bei Weltmeisterschaften. Bei den Olympischen Spielen 1960 in Rom errang Vicol Bronze im Florett-Einzel. 1961 gewann sie bei den Weltmeisterschaften in Turin Bronze mit der Mannschaft. 1964 bei ihren zweiten Olympischen Spielen in Tokio wurde es mit der Mannschaft der fünfte Platz, im Einzel schied sie früh aus. 1965 gewann sie bei den Weltmeisterschaften in Paris Silber mit der Mannschaft. Bei ihren dritten Olympischen Spielen 1968 in Mexiko-Stadt erfocht sie mit der Mannschaft Bronze. 1969 wurde sie in Havanna mit der Mannschaft Weltmeisterin.
Bei den Weltmeisterschaften 1970 in Ankara wurde es noch einmal Silber mit der Mannschaft.
Maria Vicol war mit dem Rugbyspieler Florin Vicol verheiratet. Sie gilt als Entdeckerin der Fechterin Laura Badea.